# Curb Your Enthusiasm
Curb Your Enthusiasm é uma sitcom dos Estados Unidos, estrelada por Larry David, autor, co-criador e produtor-executivo de Seinfeld, como ele próprio, e produzida e transmitida originalmente pela HBO. A série foi inspirada por um mockumentary (documentário-paródia) de uma hora, feito em 1999, intitulado Larry David: Curb Your Enthusiasm, que tanto David quanto a emissora planejaram inicialmente como um projecto de apenas um único episódio. 
A demora na produção da sétima temporada, foi atribuída à participação de David no filme de Woody Allen: Whatever Works. Essa temporada foi emblemática aos fãs, por ter sido voltada à Seinfeld Reunion, na qual todo o elenco da antiga e emblemática sitcom volta a se reunir num especial fictício.
A série também é conhecida apenas pelo nome "Curb". Desde a sua estreia, em 2000, a série foi nomeada para mais de vinte prémios Emmy, ganhando um, e cinco Golden Globe, ganhando também um.
A temporada final começou a ser exibida em 4 de fevereiro de 2024 e o último episódio foi exibido em 7 de abril do mesmo ano.

## Conceito
A série se passa em Santa Mônica, Califórnia, e é baseada de maneira pouco fiel na própria vida de Larry David, como um multimilionário semirreformado no mundo pós-Seinfeld. Foi descrita como uma visão mais subversiva do célebre tema que definia aquele sucesso, "um programa sobre nada". 
Filmado em cenários naturais, com câmeras portáteis, Curb Your Enthusiasm foi produzido de maneira pouco convencional, desprezando os roteiros tradicionais em troca de meras indicações das cenas, sobre as quais os actores improvisam os diálogos (prática conhecida como retroscripting). A série desenvolve tramas paralelas e diversas piadas em torno da interação de Larry com sua esposa Cheryl David (interpretada por Cheryl Hines), seu empresário Jeff Greene (interpretado por Jeff Garlin) e sua esposa desbocada e falastrona, Susie (interpretada por Susie Essman).
Embora diversas situações tenham sido retiradas de suas próprias experiências, Larry David desacreditou a noção de que ele seria o personagem retratado na tela; numa entrevista com o jornalista Bob Costas, da rede americana NBC, declarou que o 'Larry David' do programa era aquele que ele não podia ser na vida real, devido à sua sensibilidade com os outros, e às convenções sociais.
Para a quinta temporada a HBO pediu a Larry David que os episódios tivessem menos de trinta minutos. Ao receber os primeiros episódios, Chris Albrecht, CEO da emissora, descobriu que Larry tinha feito os episódios com 29 minutos e 59 segundos.

## Personagens
- Larry David como ele mesmo: Rico, famoso, invulgar e socialmente errado, Larry tem uma péssima sorte nas situações sociais. Seus problemas são frequentemente causados pelo seu temperamento e obstinação, que fazem com que ele não admita o seu erro. Porém ele também é vítima de circunstâncias.
- Jeff Garlin como Jeff Greene: Amigo e empresário de Larry. Obcecado por sexo, Jeff frequentemente envolve Larry nos seus planos para esconder as suas infidelidades e material pornográfico.
- Cheryl Hines como Cheryl David: Mulher de Larry. Por vezes é paciente com a excentricidade do marido e outras vezes totalmente incapaz de aceitar as suas trapalhadas.
- Susie Essman como Susie GreeneMulher de Jeff. A sua relação com o marido é conturbada, levando a inúmeras separações. Sempre muito impaciente e irritada, não tem qualquer simpatia por Larry por este ajudar o marido.
- Richard Lewis como ele mesmo: Um comediante neurótico ex-alcoólico. É um dos amigos mais antigos e próximos de Larry. Os dois mudaram-se juntos de Nova Iorque para Los Angeles para seguir a carreira de comediante.
- J. B. Smoove como Leon Black: amigo de Larry e, mais tarde, colega de quarto. Ele é irmão de Loretta Black, uma mãe solteira cujo New Orleanscasa foi destruída pelo furacão Edna.

A série também conta com a participação de vários actores, comediante, produtores e realizadores, que interpretam eles próprios. Ted Danson e Wanda Sykes aparecem frequentemente como amigos de Larry. O antigos actores de Seinfeld, Jason Alexander e Julia Louis-Dreyfus, também já apareceram na série, tal como Martin Scorsese, Alanis Morissette, Hugh Hefner, David Schwimmer, Mel Brooks e Ben Stiller, aparecendo todos como eles próprios. Jerry Seinfeld e Stephen Colbert fizeram uma aparição cameo no final da quarta temporada. Dustin Hoffman, Sacha Baron Cohen e Beatrice Arthur apareceram no final da quinta temporada.

## Trilha sonora
A canção tema do programa foi descoberta por Larry David quando este estava assistindo o anúncio de um banco anos atrás antes da série ser criada. A canção chama-se "Frolic" e foi escrita pelo compositor italiano Luciano Michelini.
Em Maio de 2006, a Mellowdrama Records lançou uma banda sonora não oficial da série, que contém muita das canções usadas no programa. 
1. "Frolic" - Luciano Michelini
2. "Bubba Dub Bossa" - Robby Poitevin
3. "Beach Parade" - Armando Trovaioli
4. "For Whom The Bell Tolls" - Gianni Ferrio
5. "The Stranger" - Alessandro Alessandroni
6. "Tango Passionate" - Piero Umiliani
7. "Ein Swei March" - Renato Rascel
8. "Suspicion" - Ennio Morricone
9. "Solo Dance" - Italo Greco
10. "Moulin Rouge Waltz" - Teddy Lasry
11. "Walk Cool" - Nino Oliviero
12. "Slow On The Uptake" - Luis Bacalov
13. "Corfu" - Eric Gemsa
14. "Thrills And Spills" - Stefano Torossi
15. "The Puzzle" - Franco Micalizzi
16. "Au Vieux" - Christian Sebasto Toucas
17. "Merry Go Round" - Armando Trovaioli
18. "Riviera Nostalgia" - Jacques Mercier
19. "La Ballada Di Periferia" - Jacques Mercier
20. "The Little People" - Carlo Rustichelli
21. "Mazurka Bastiaise" - Jean Michel Panunzio
22. "Spinning Waltz" - Piero Umiliani
23. "Amusement" - Franco Micalizzi
24. "Frolic (30 Second Edit)" - Luciano Michelini